# ポンペオ・バトーニ
ポンペオ・バトーニ（Pompeo Girolamo Batoni、1708年1月25日 - 1787年2月4日）はイタリアの画家である。

## 略歴
トスカーナのルッカの金細工師の息子に生まれた。1727年にローマに移り、アゴスティーノ・マズッチ（1690-1758）とセバスティアーノ・コンカ（1680-1764）か、ミラノ出身の画家、フランチェスコ・フェルナンディ（1679–1740）の弟子になって、ラファエロやアンニーバレ・カラッチの作品などを模写して修行した。
有力な顧客からの注文が得られるようになったのは30代の前半になってからで、グッビオに領地を持つガブリエリ家のバッカレスカ伯爵(conte di Baccaresca)が最初のパトロンになり、ガブリエリ家の教会のための宗教画を描いた 。その後も有力な教会の祭壇画の注文を受けて描いた。
宗教画や歴史画を描く一方、肖像画を描く仕事を始め、イギリスなどから多くの貴族や富裕な人々がグランド・ツアーでローマを訪れていたため、多くの報酬が得られるようになった。イギリスやアイルランドからの旅行客の肖像画を描き、国外でも人気のある肖像画家となった。
肖像画を依頼した人物には、オーストリア皇帝、ヨーゼフ2世や、教皇ピウス6世、ポルトガル王妃マリア・アンナ、イギリス貴族タルボット伯爵ジョン・チェットウィンド＝タルボットらがいた。
1759年からローマのボッカディレオーネ通りに大きな邸に住んだ。1787年にローマで亡くなった。

## 作品

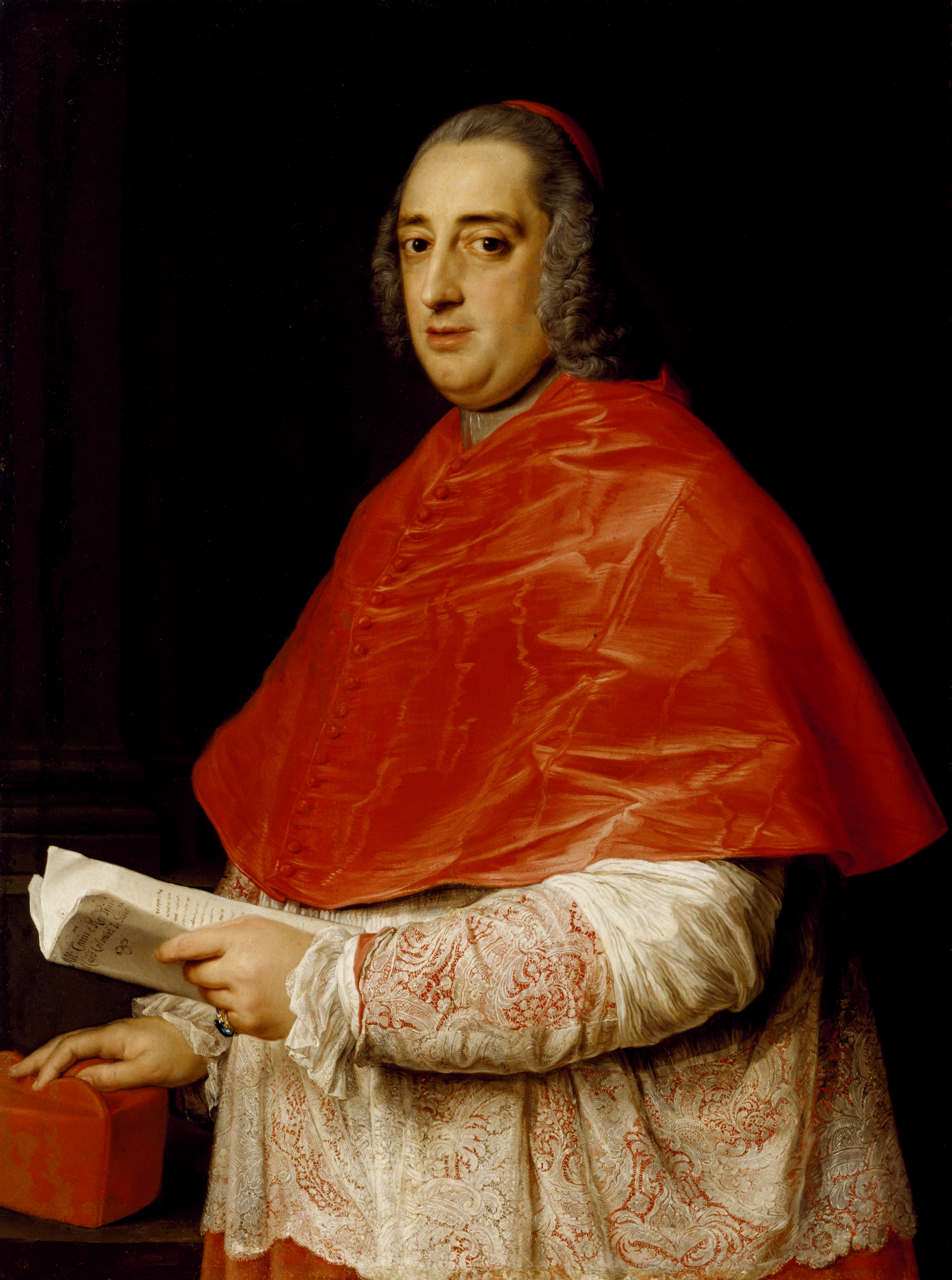
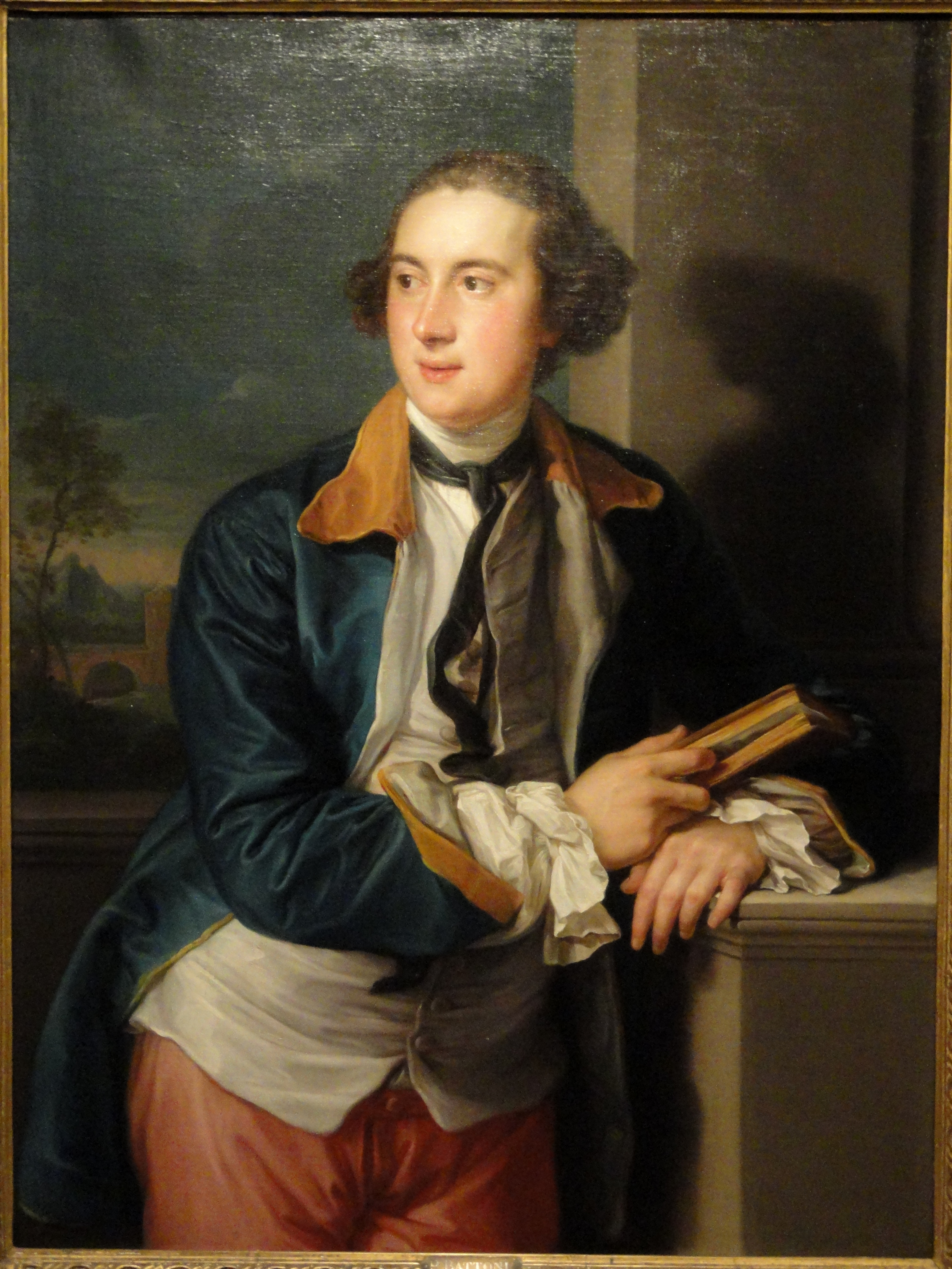
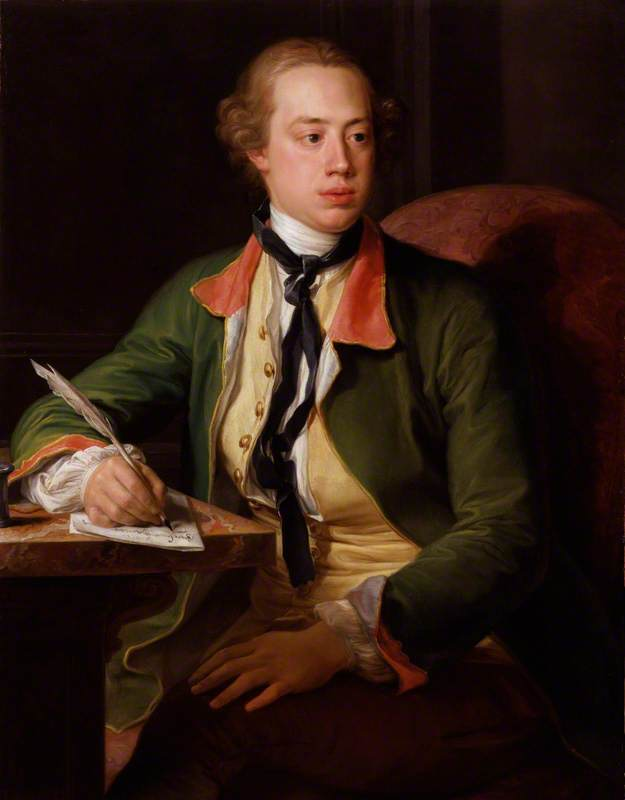
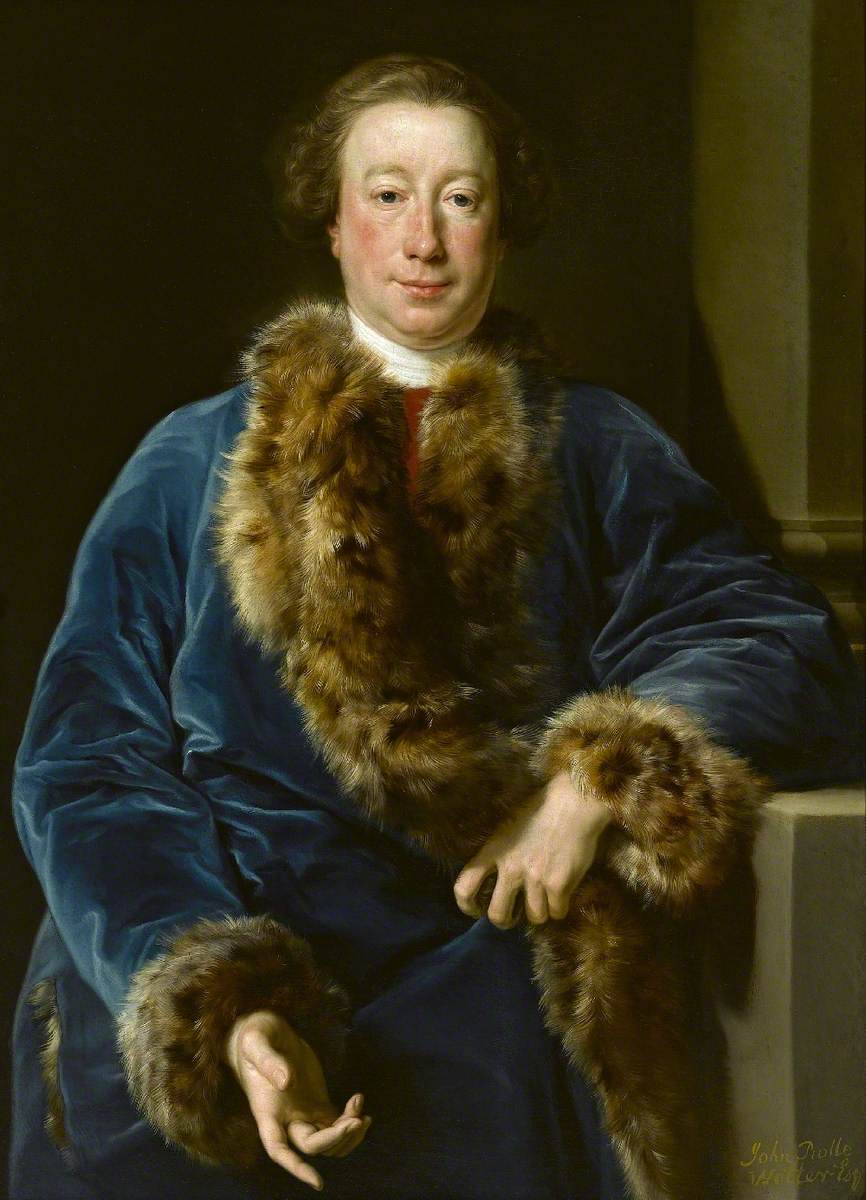
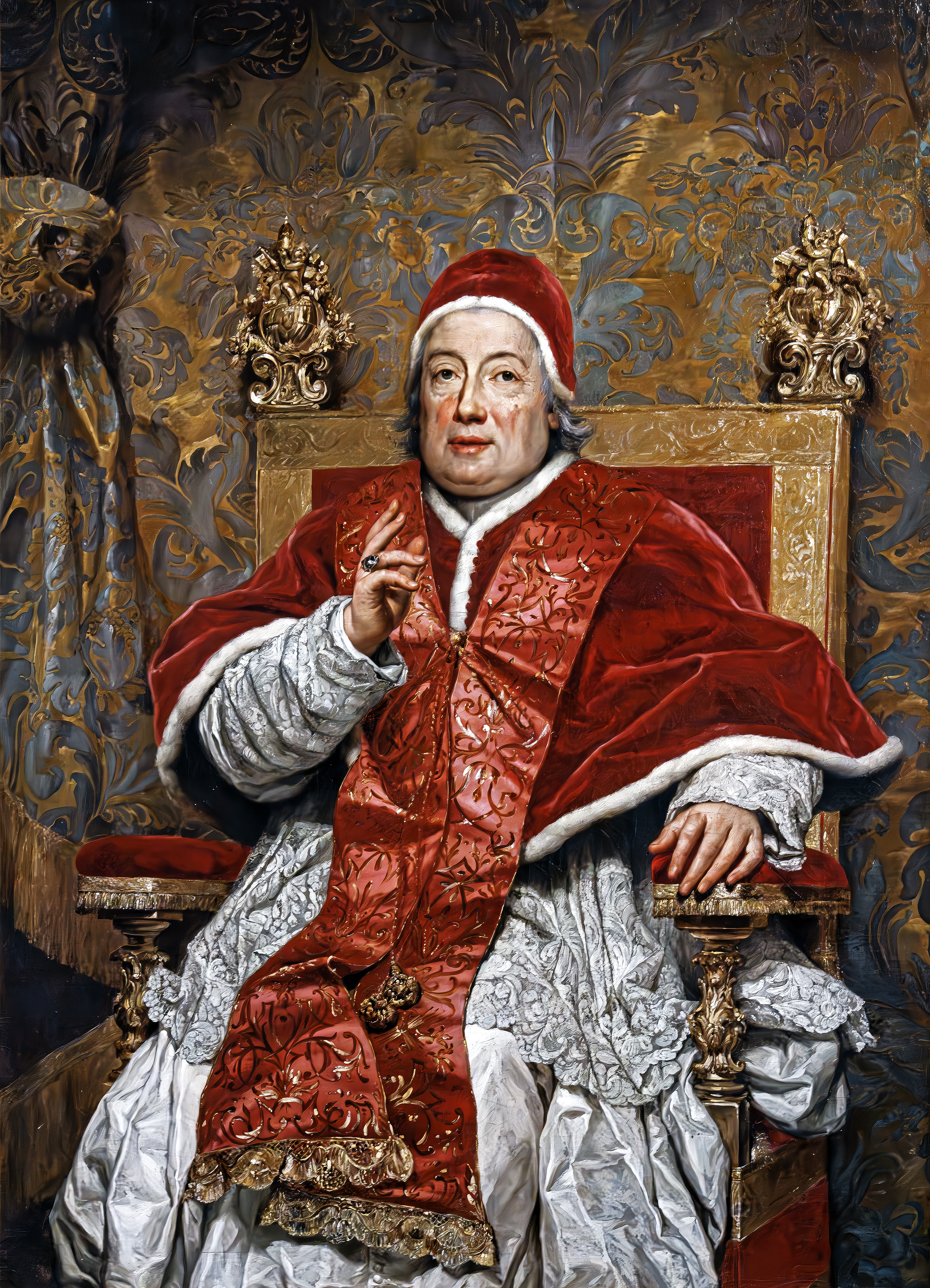
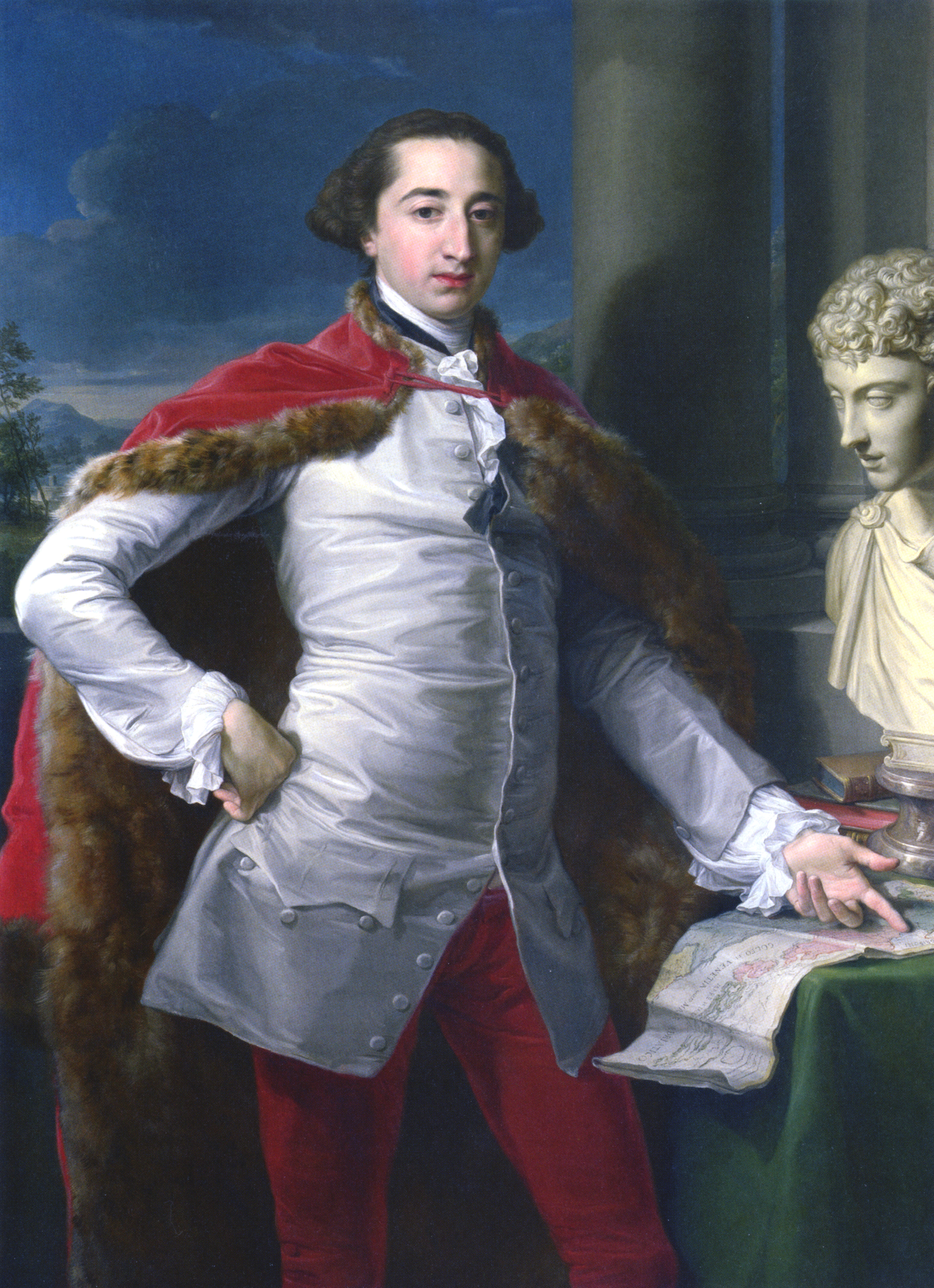
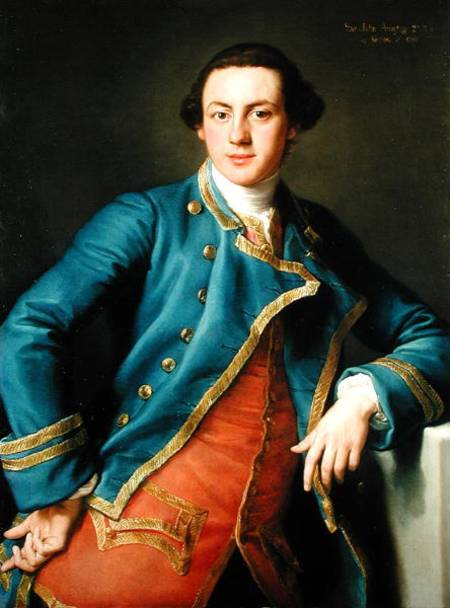
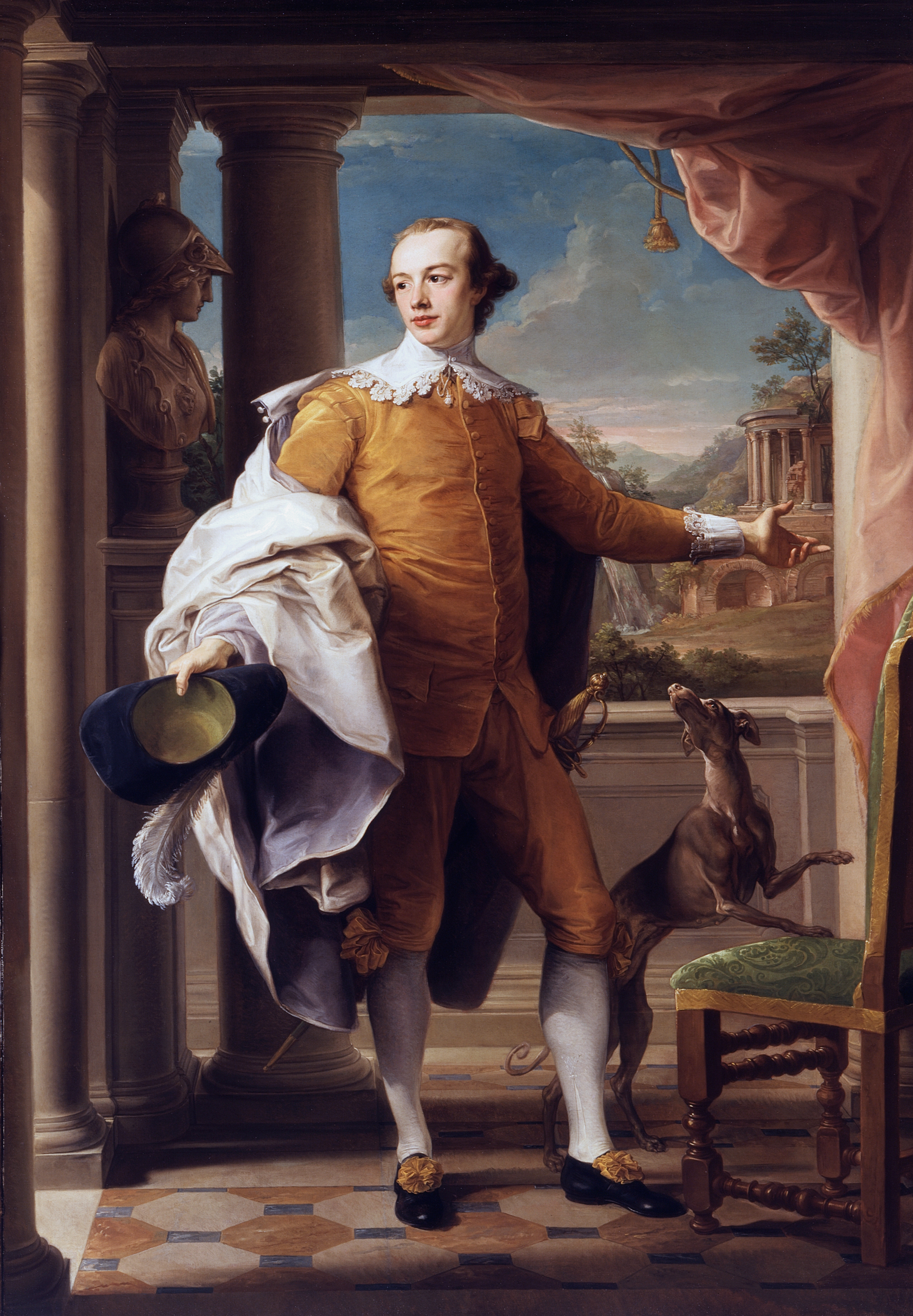
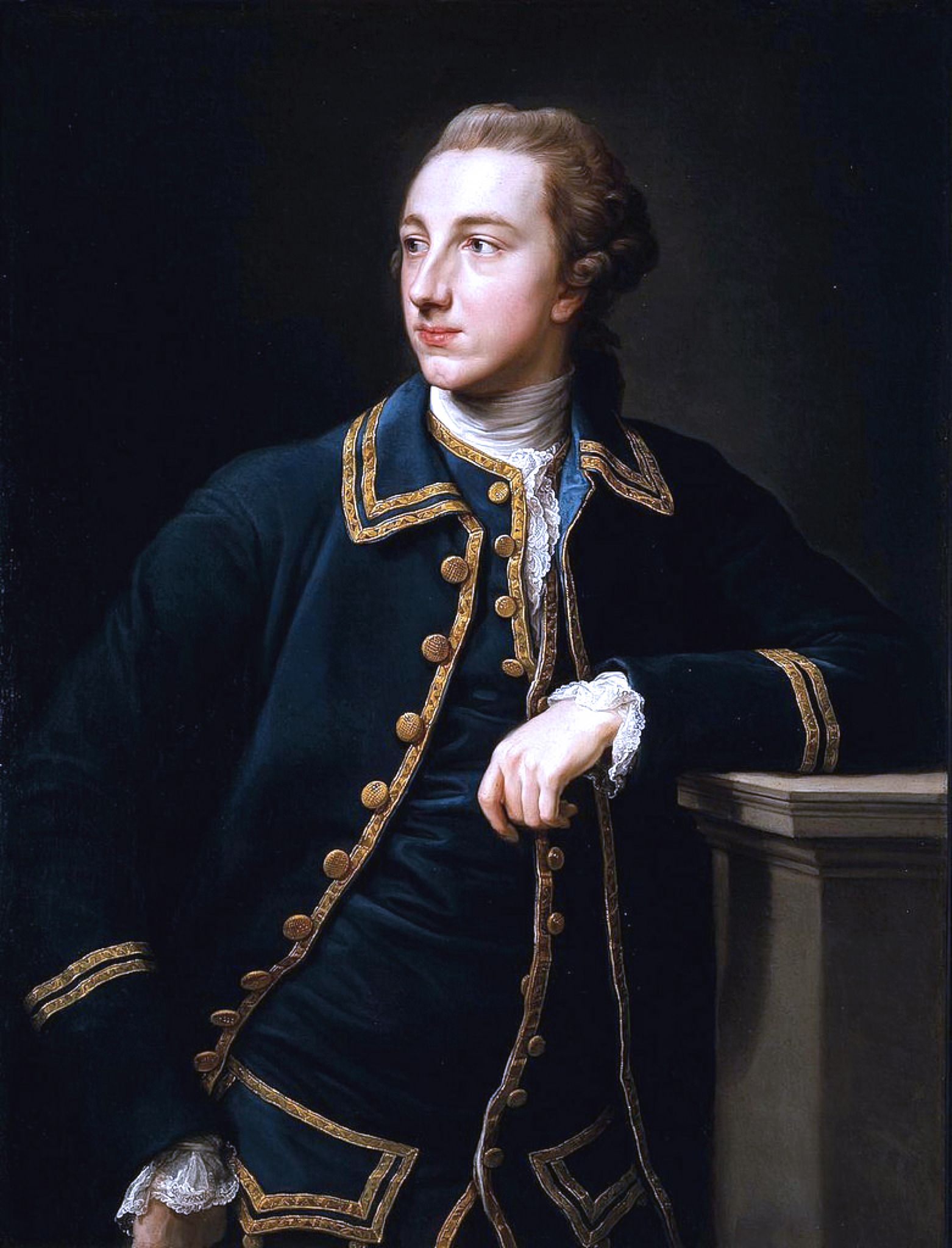
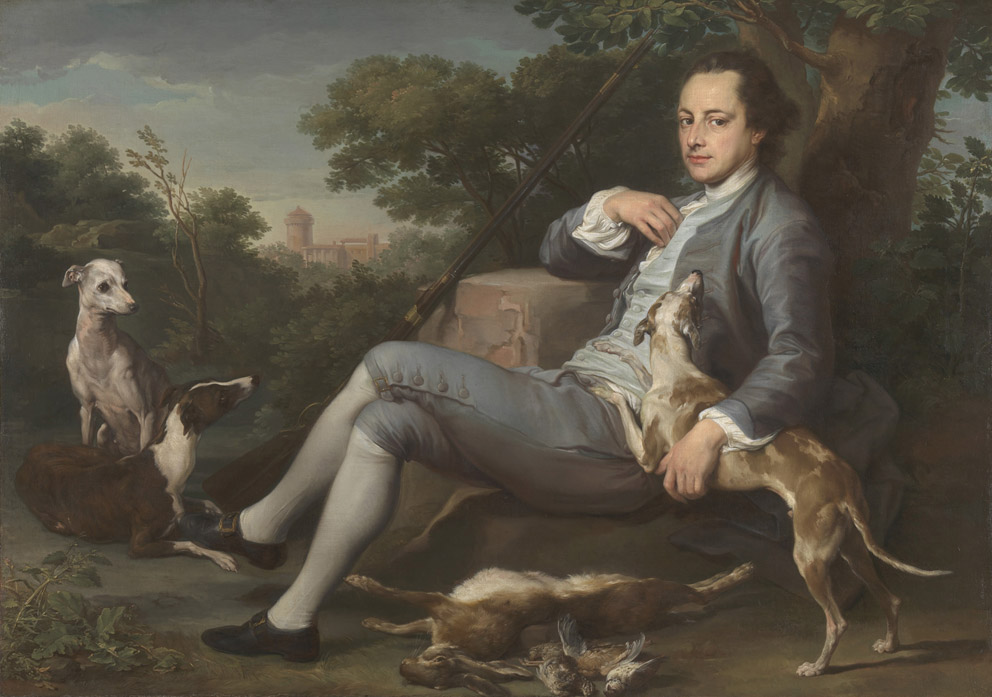
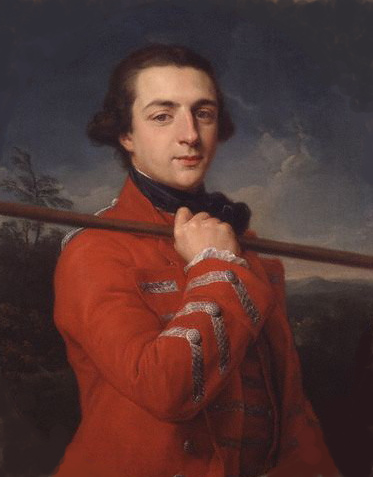
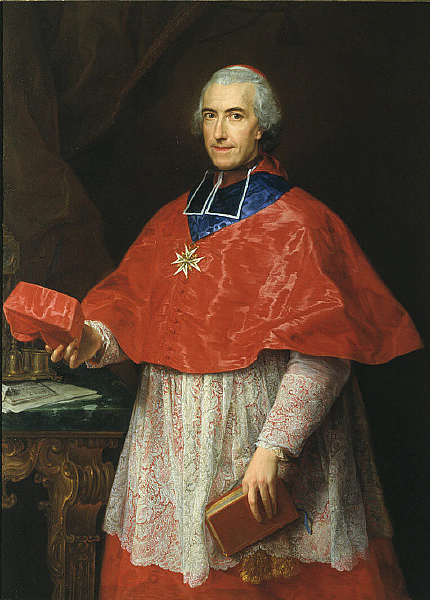
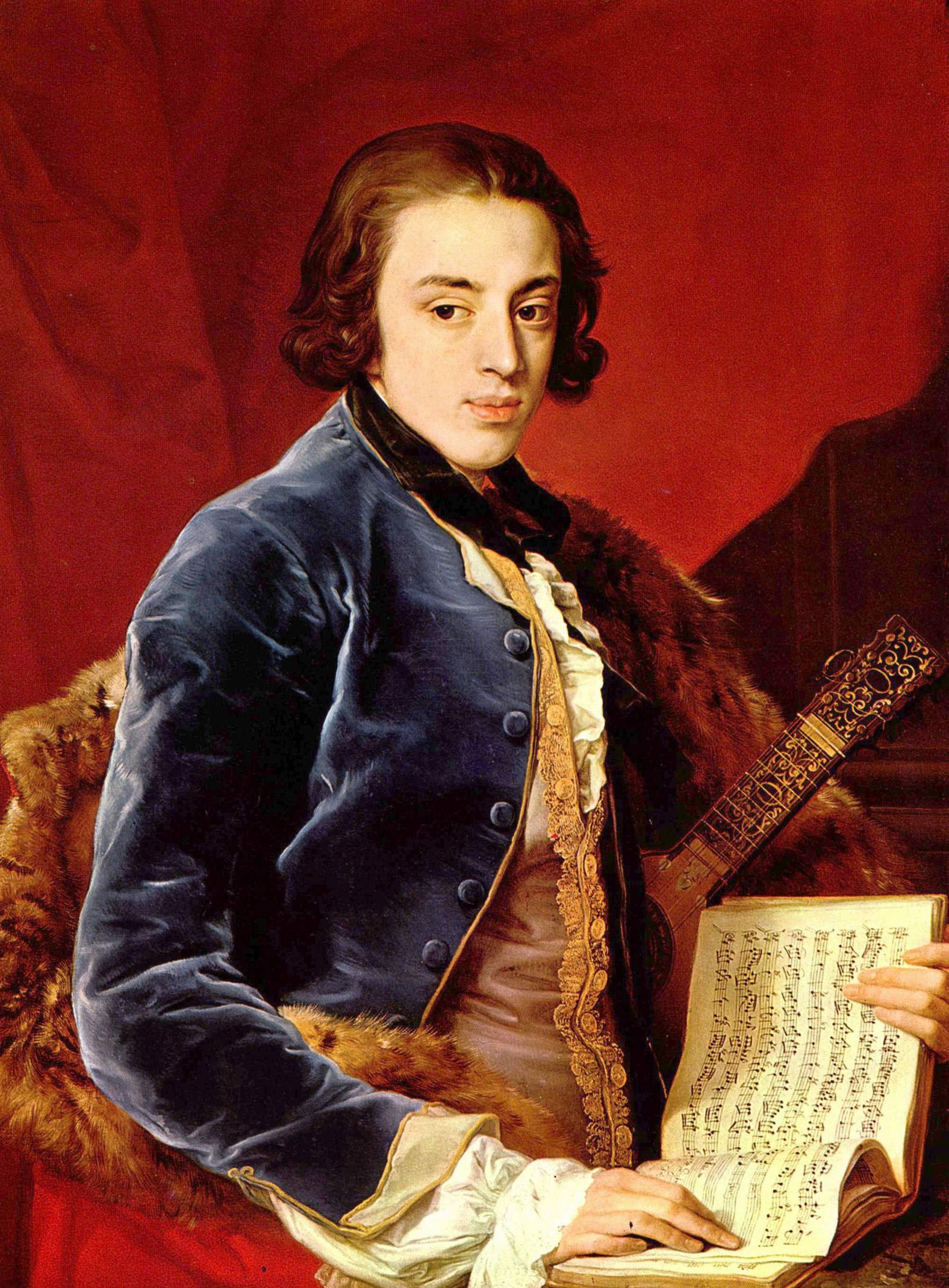
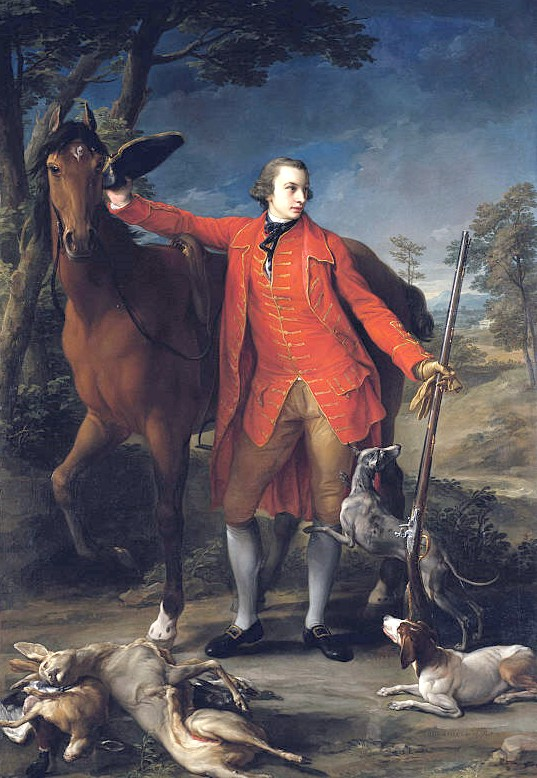
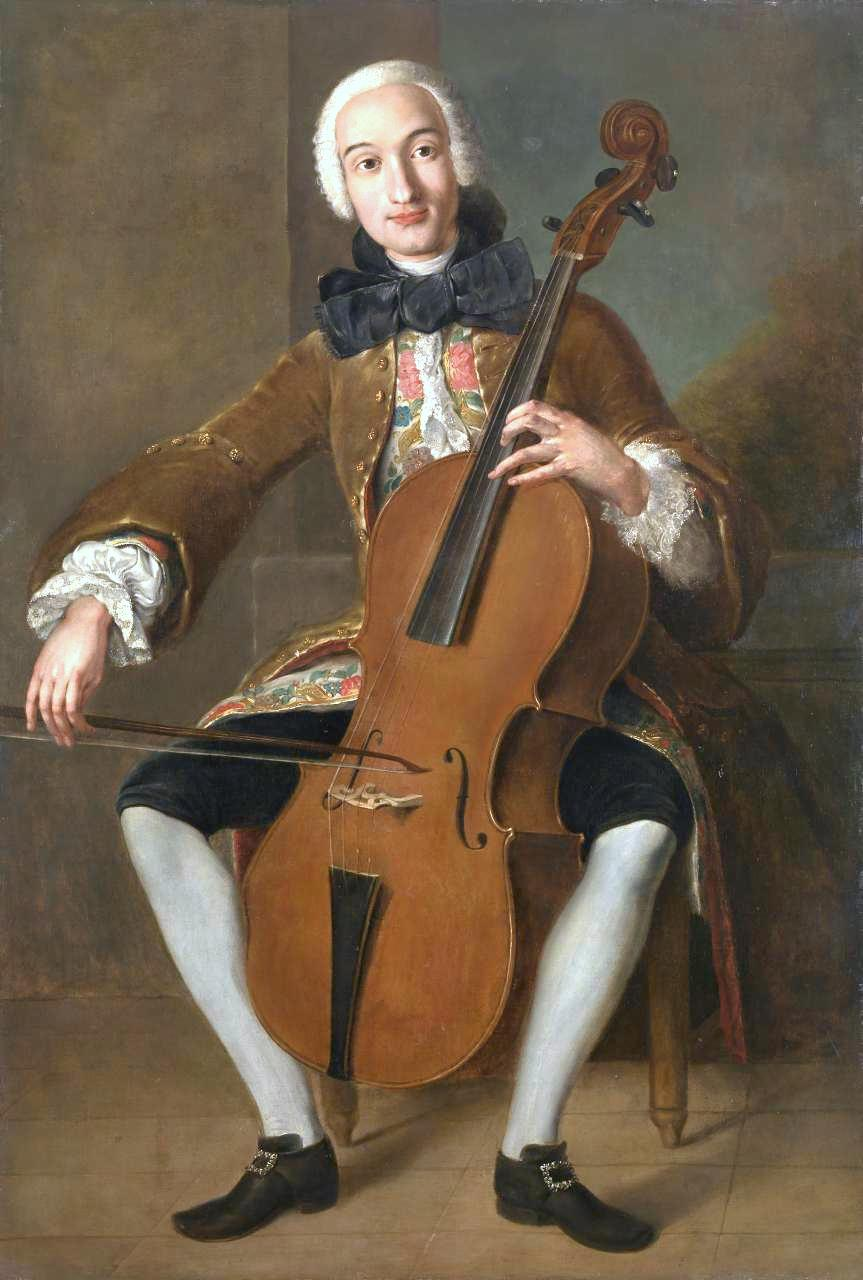
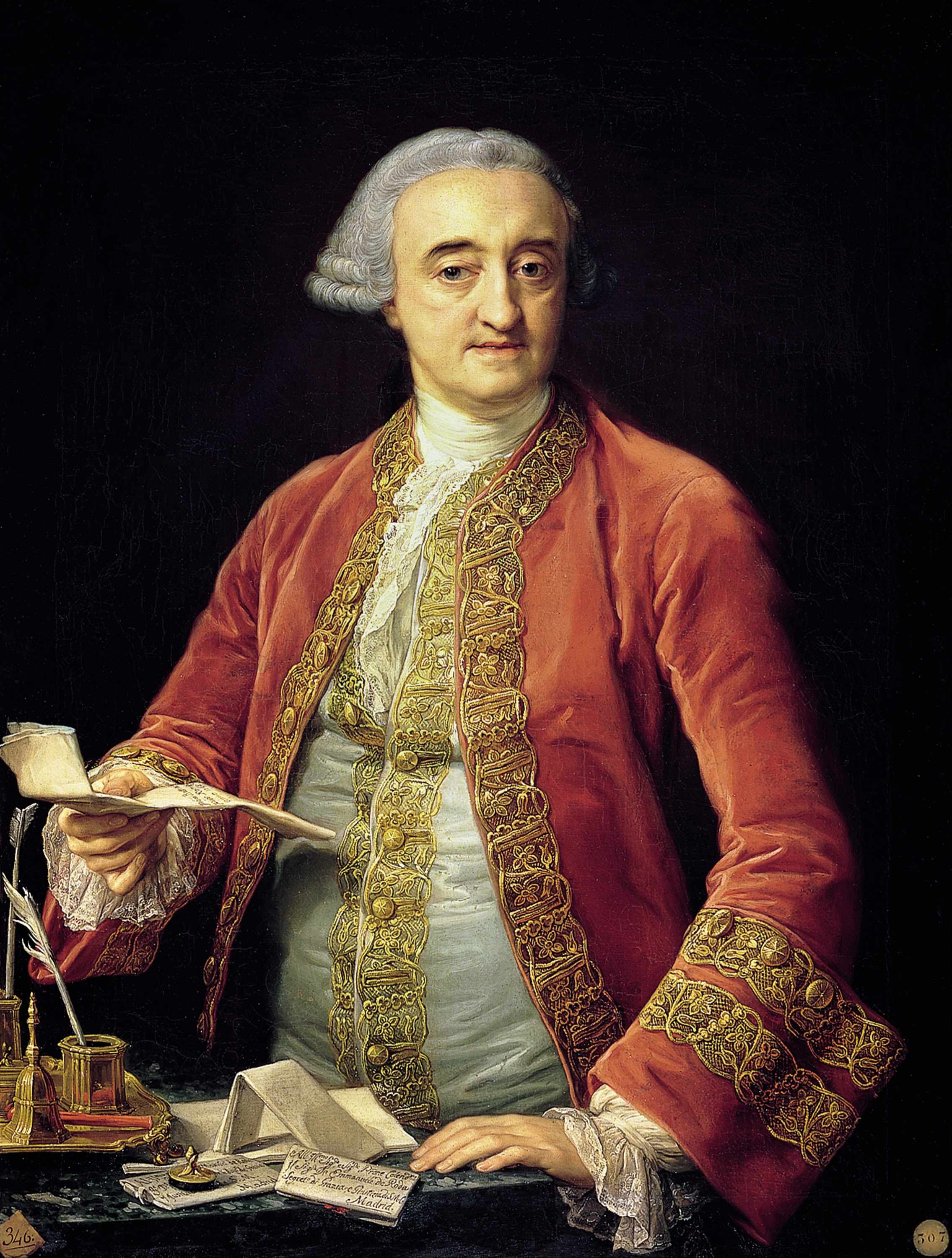
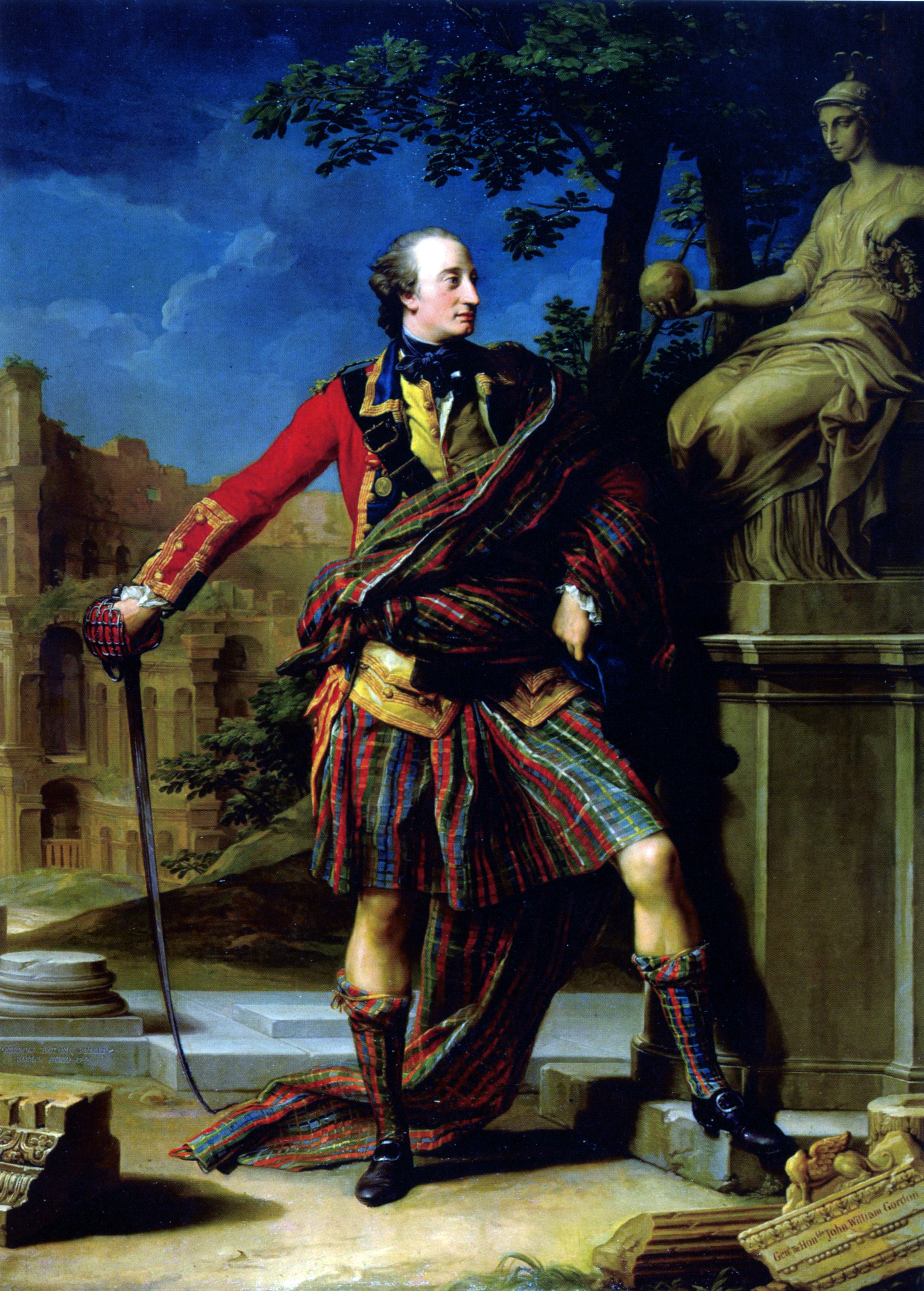
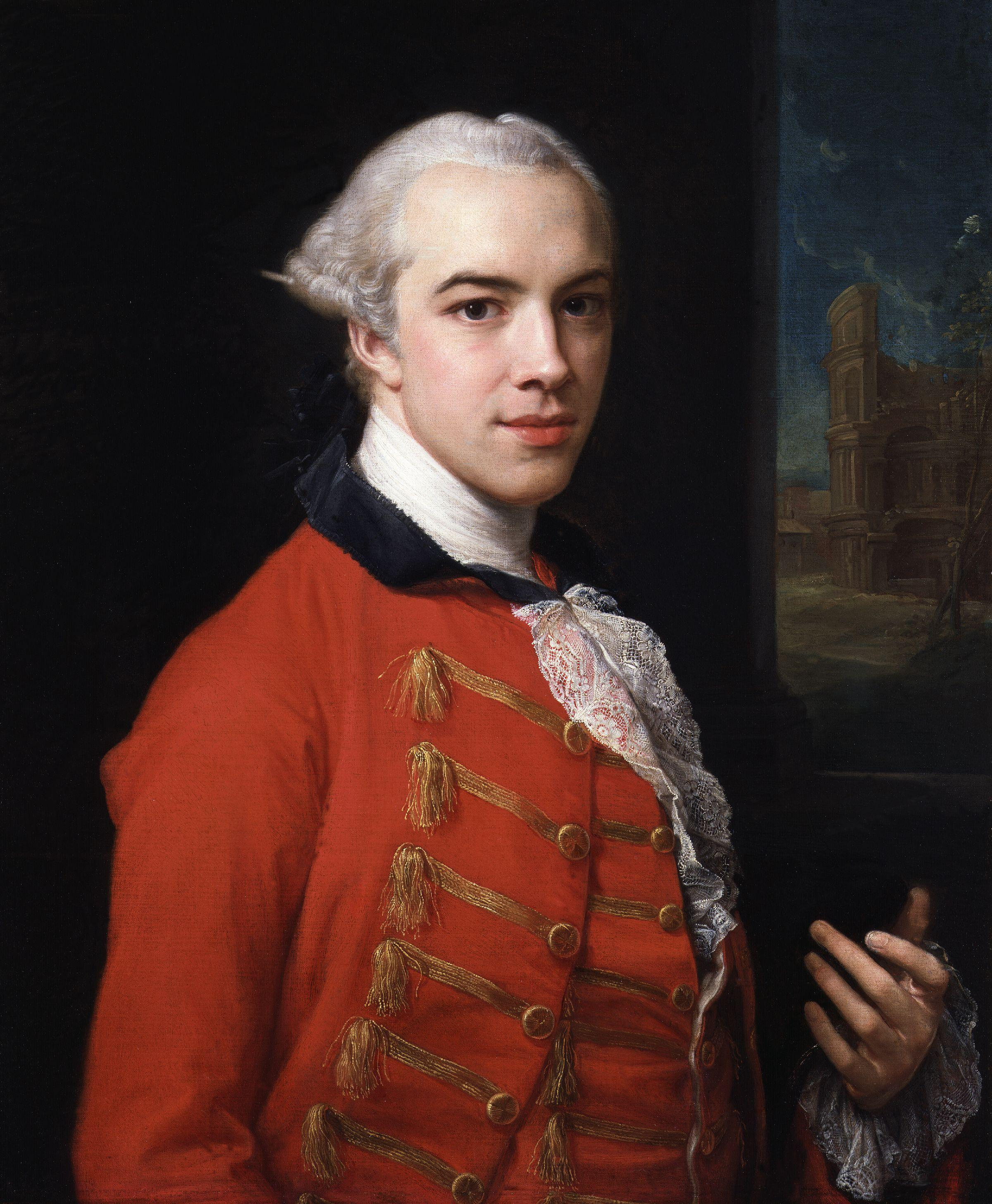
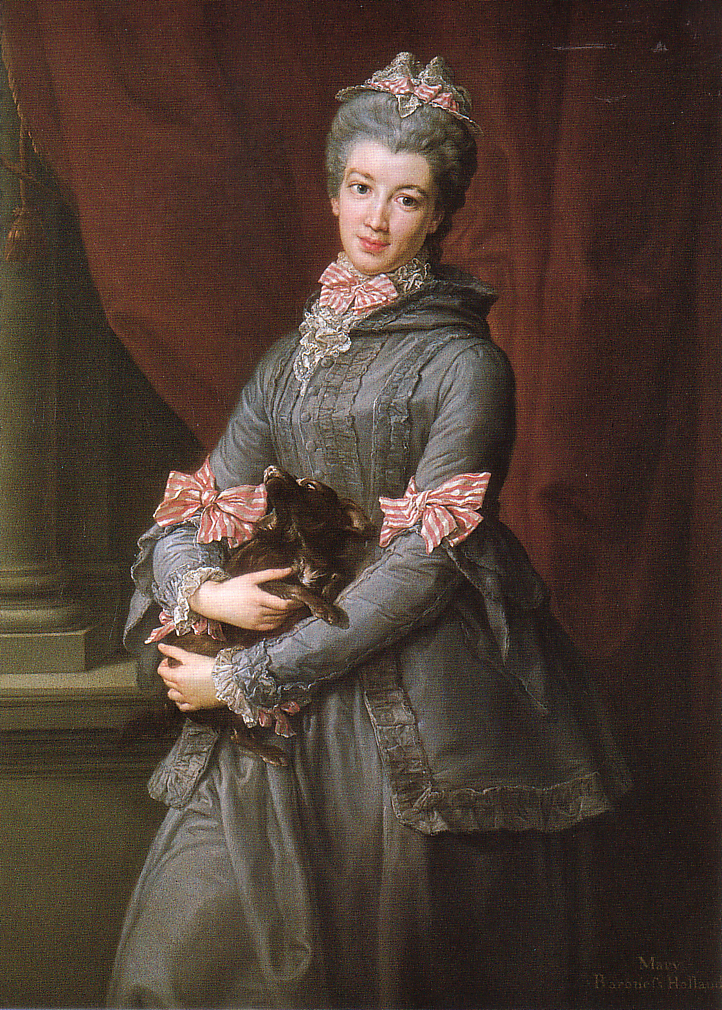
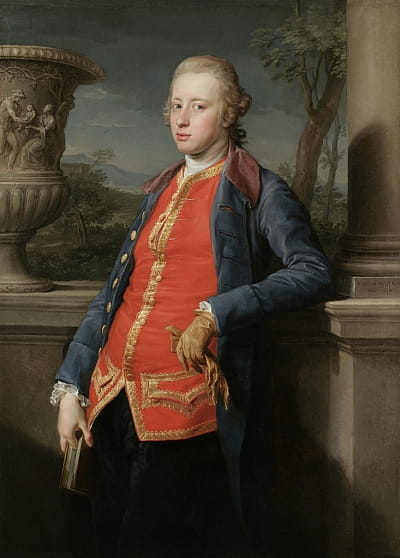
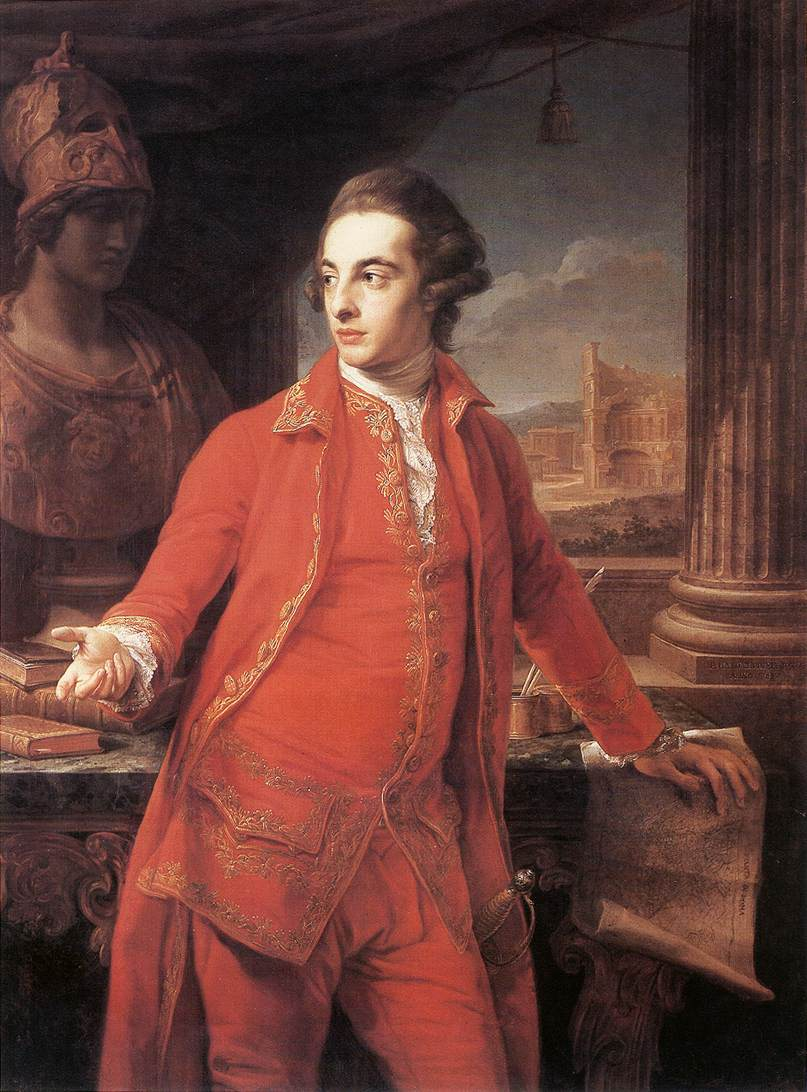
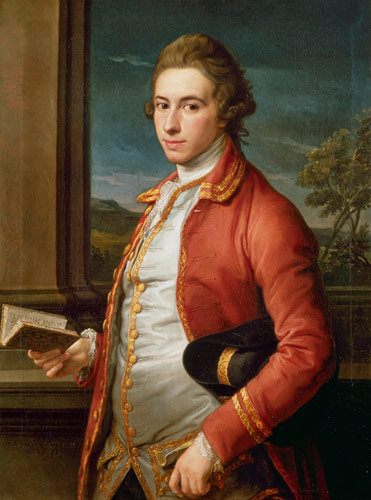
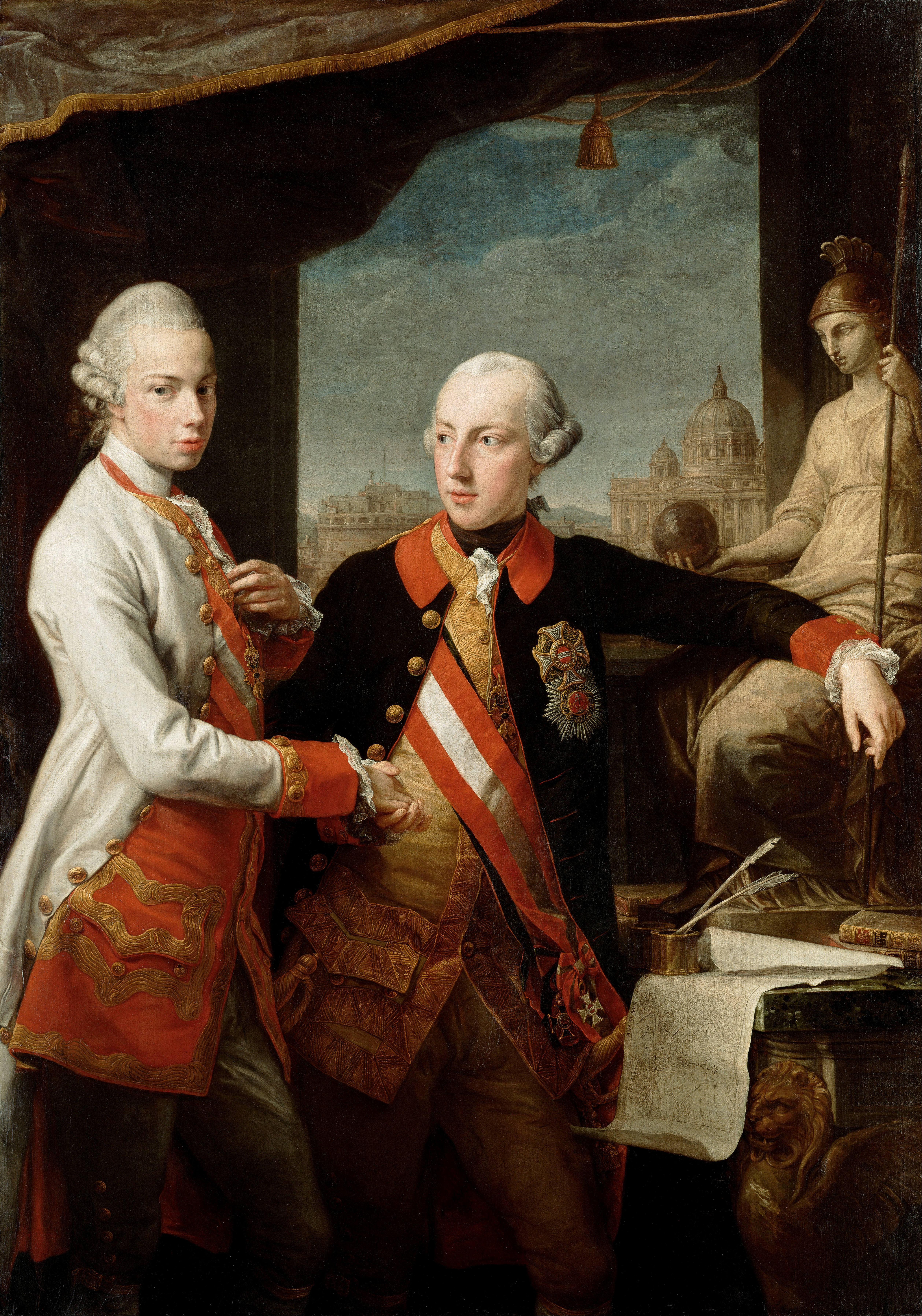
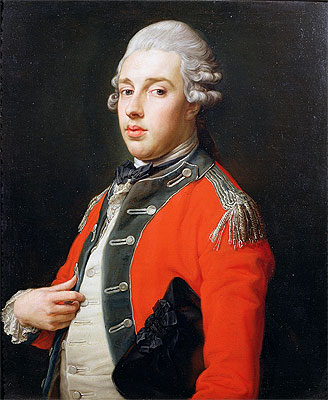
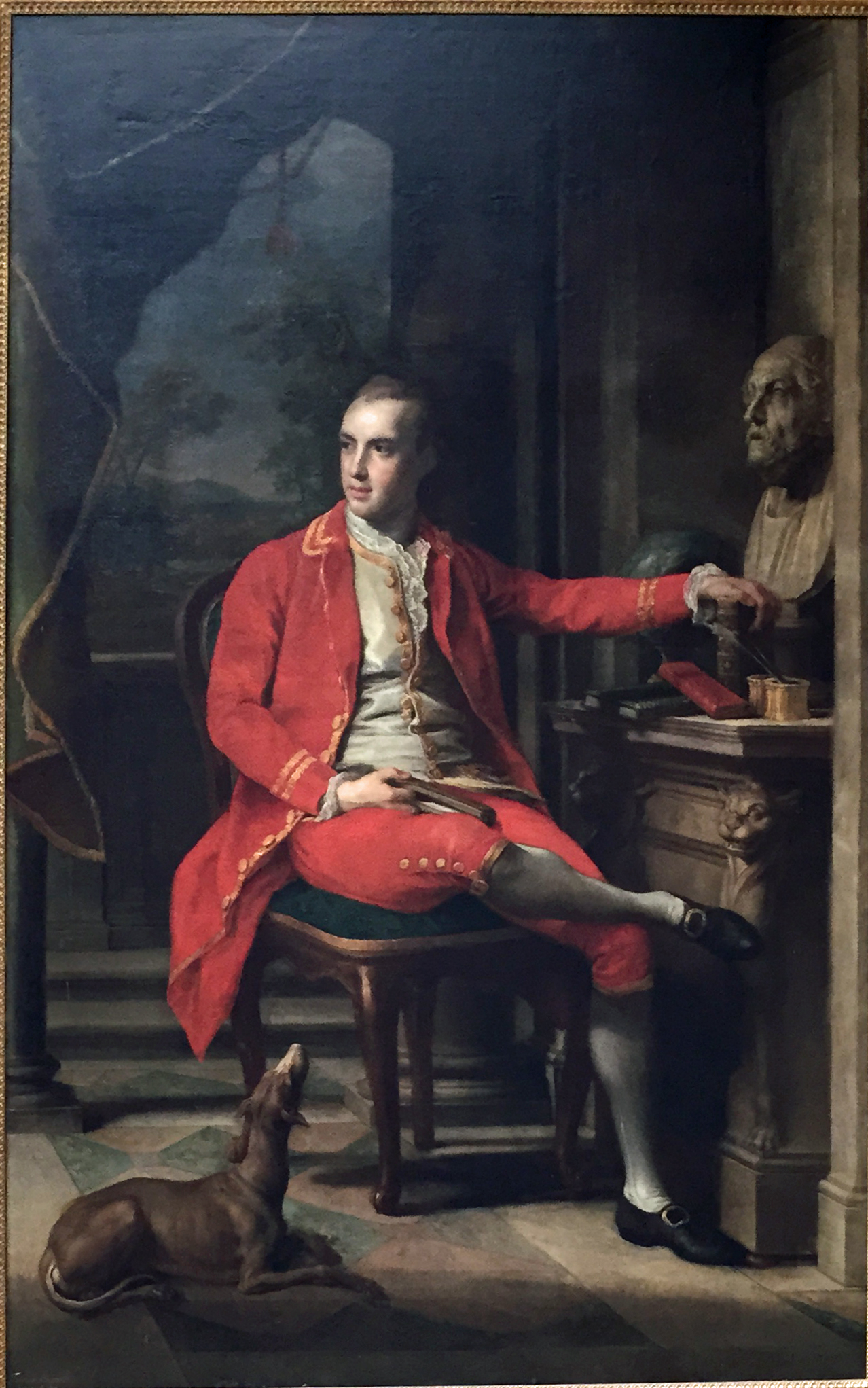
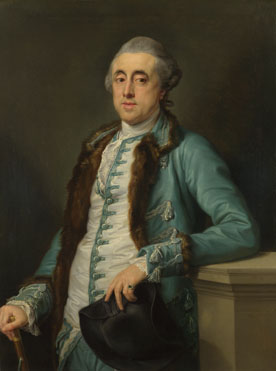
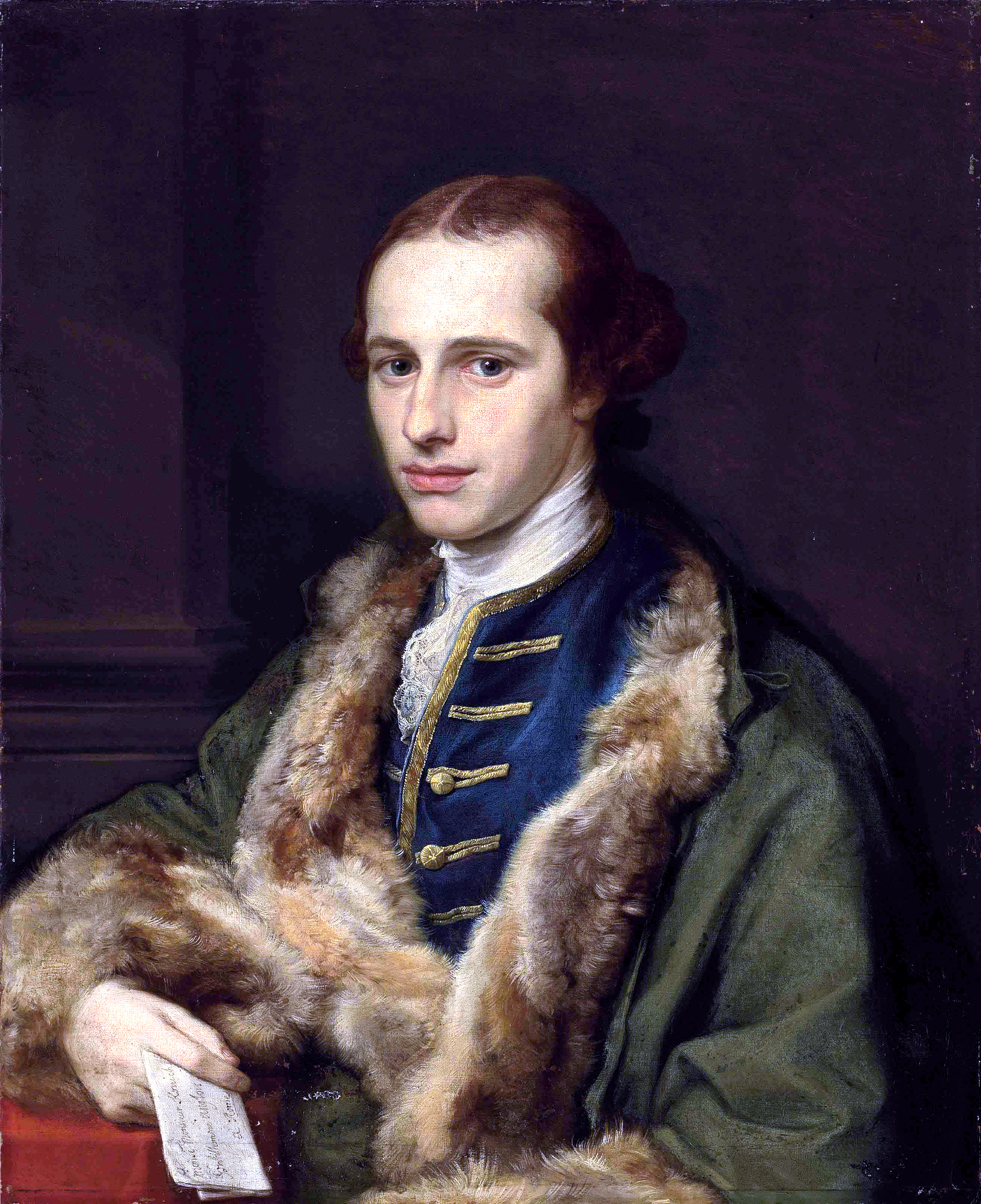
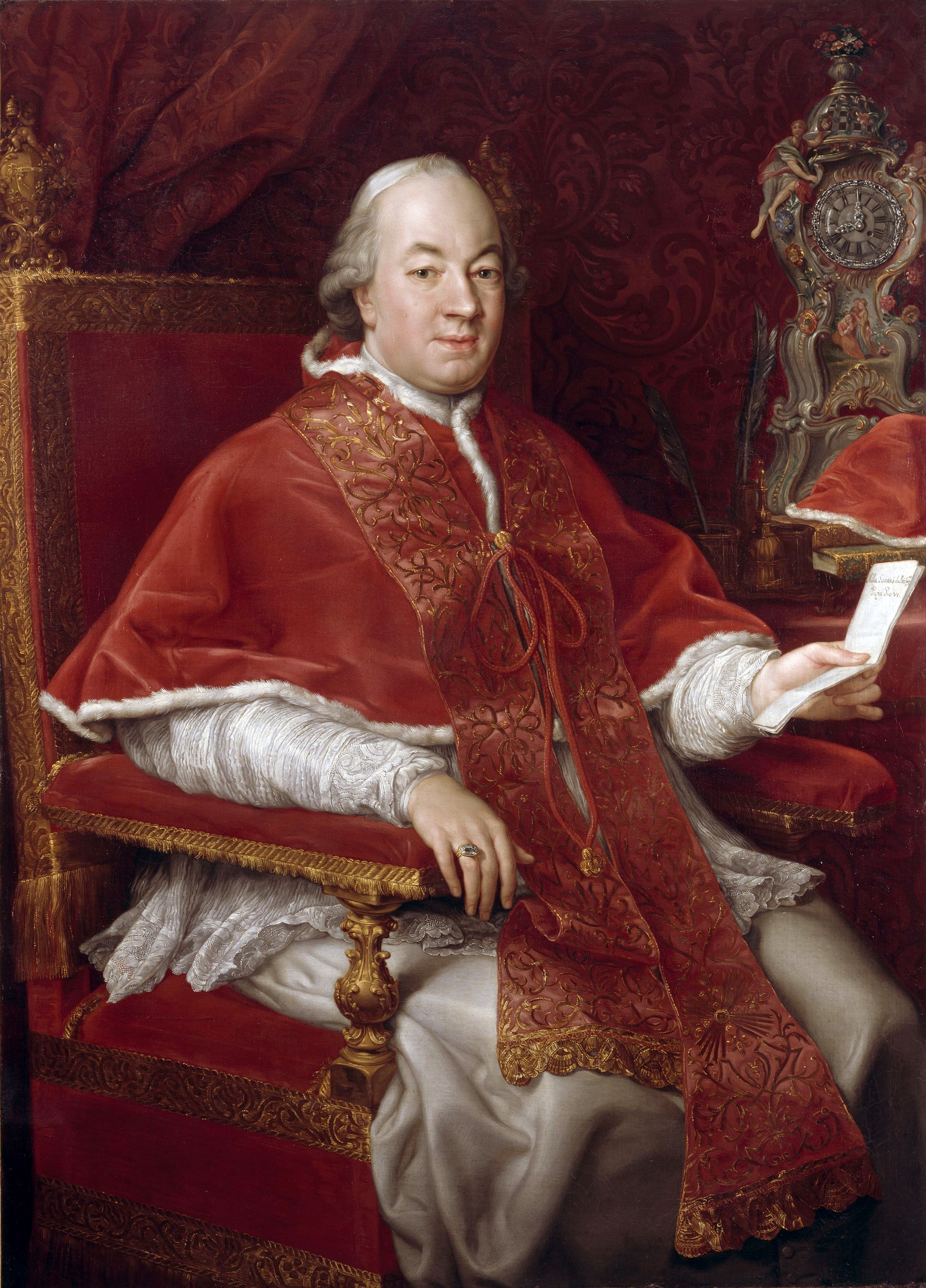
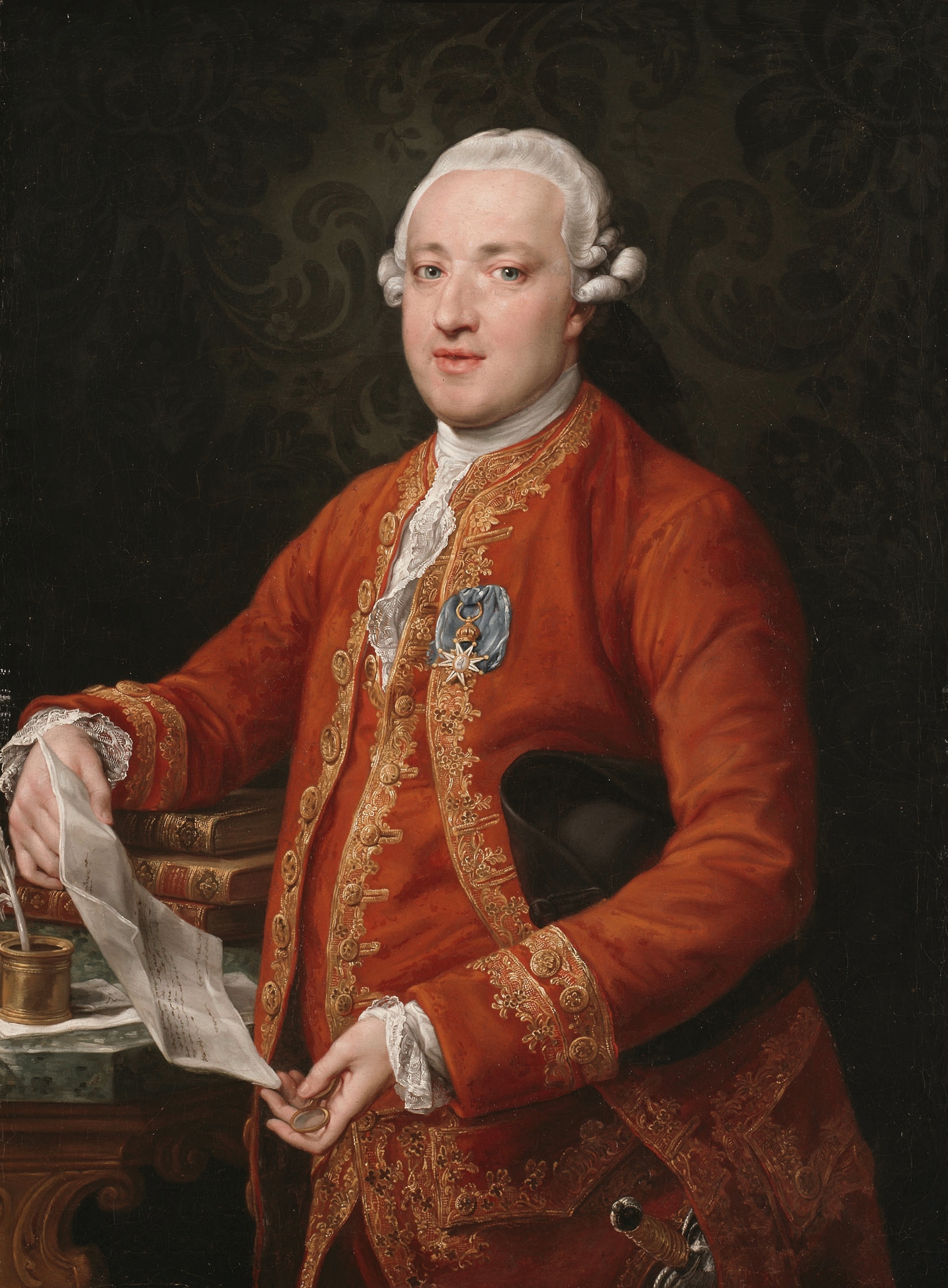
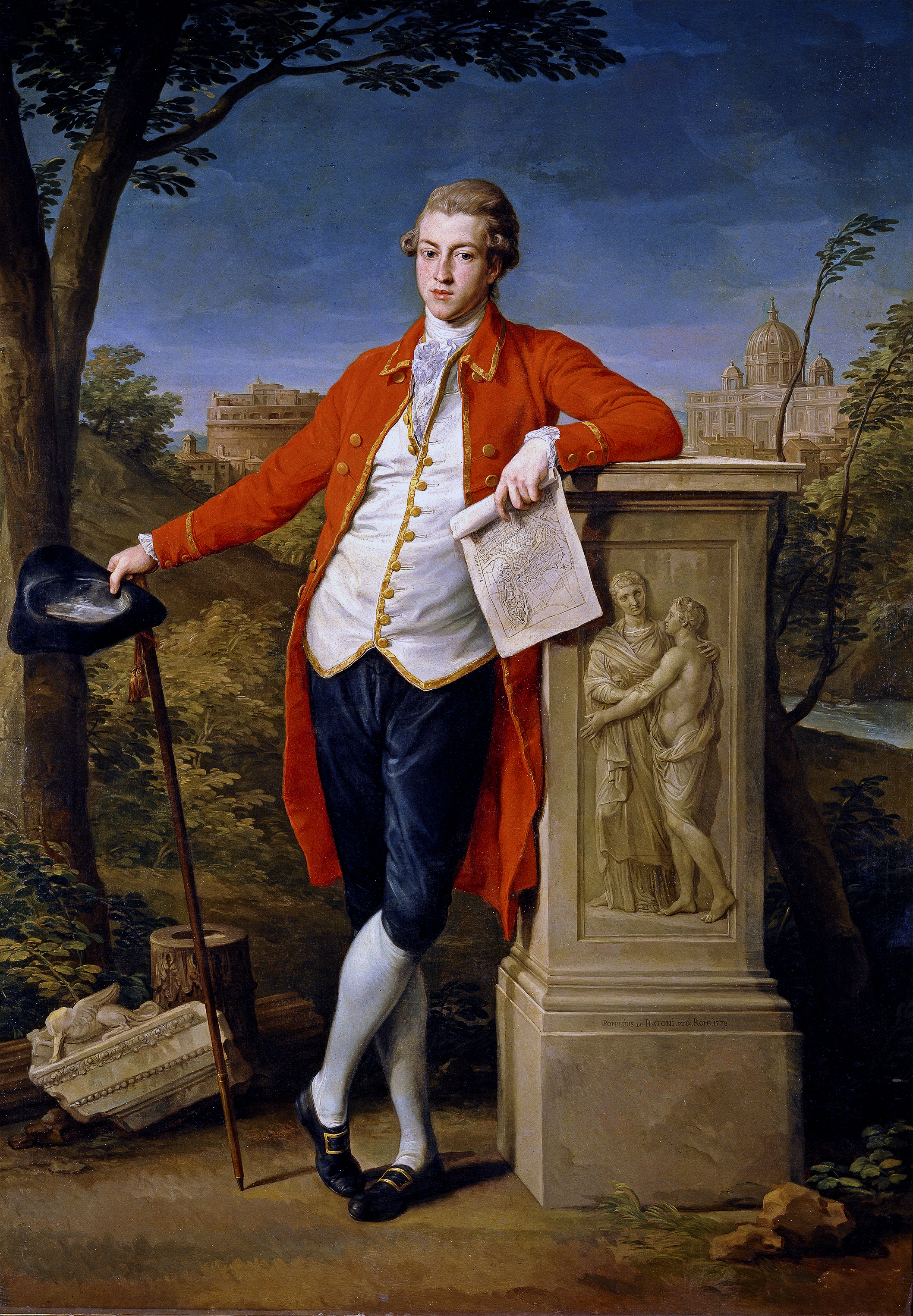
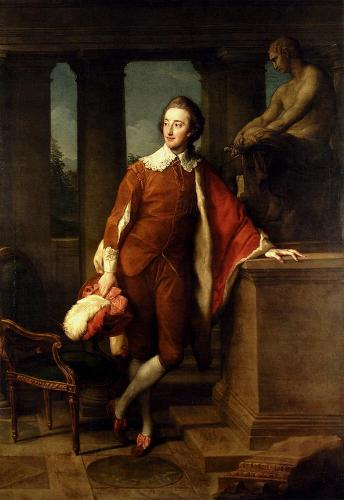
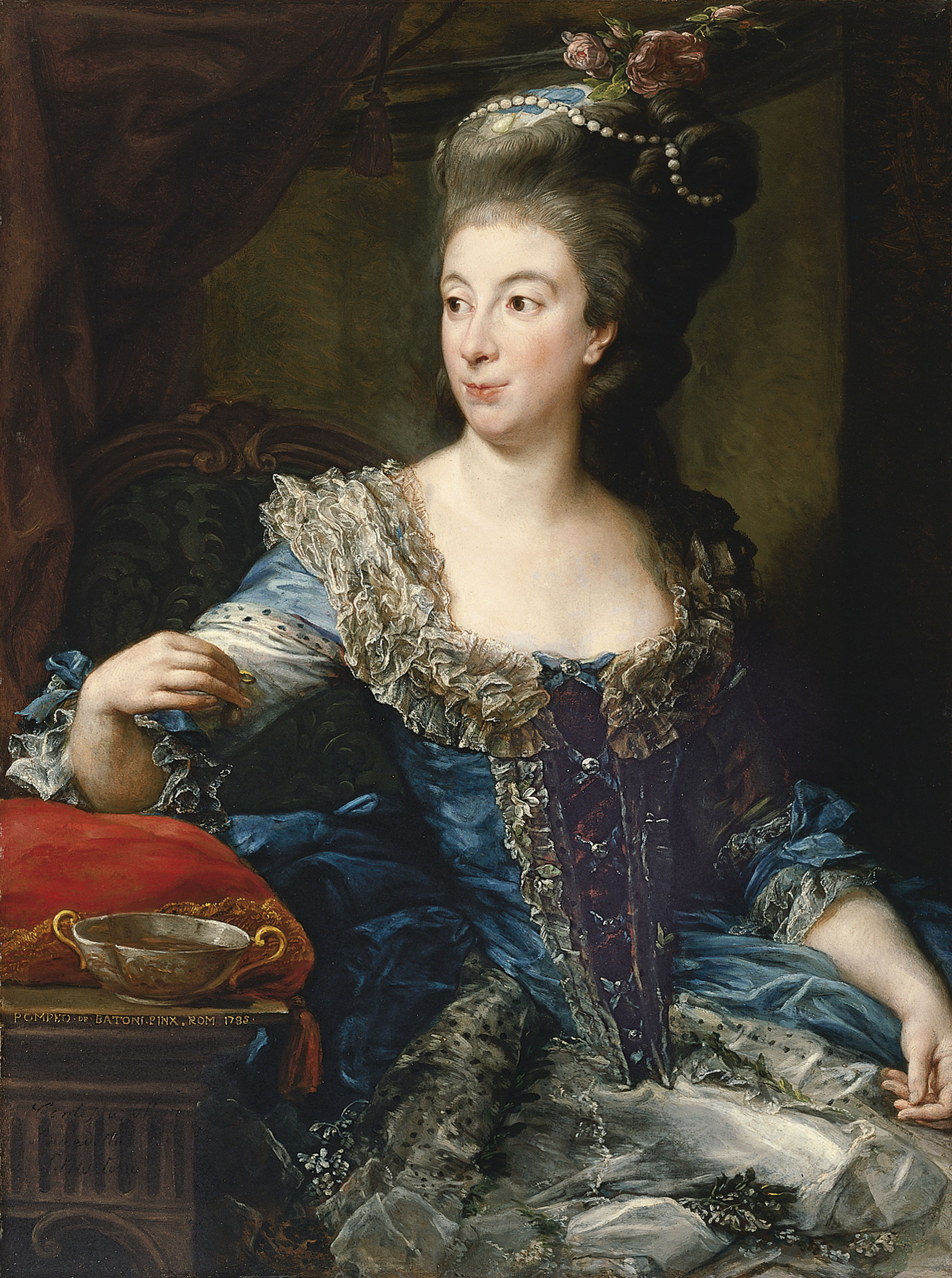

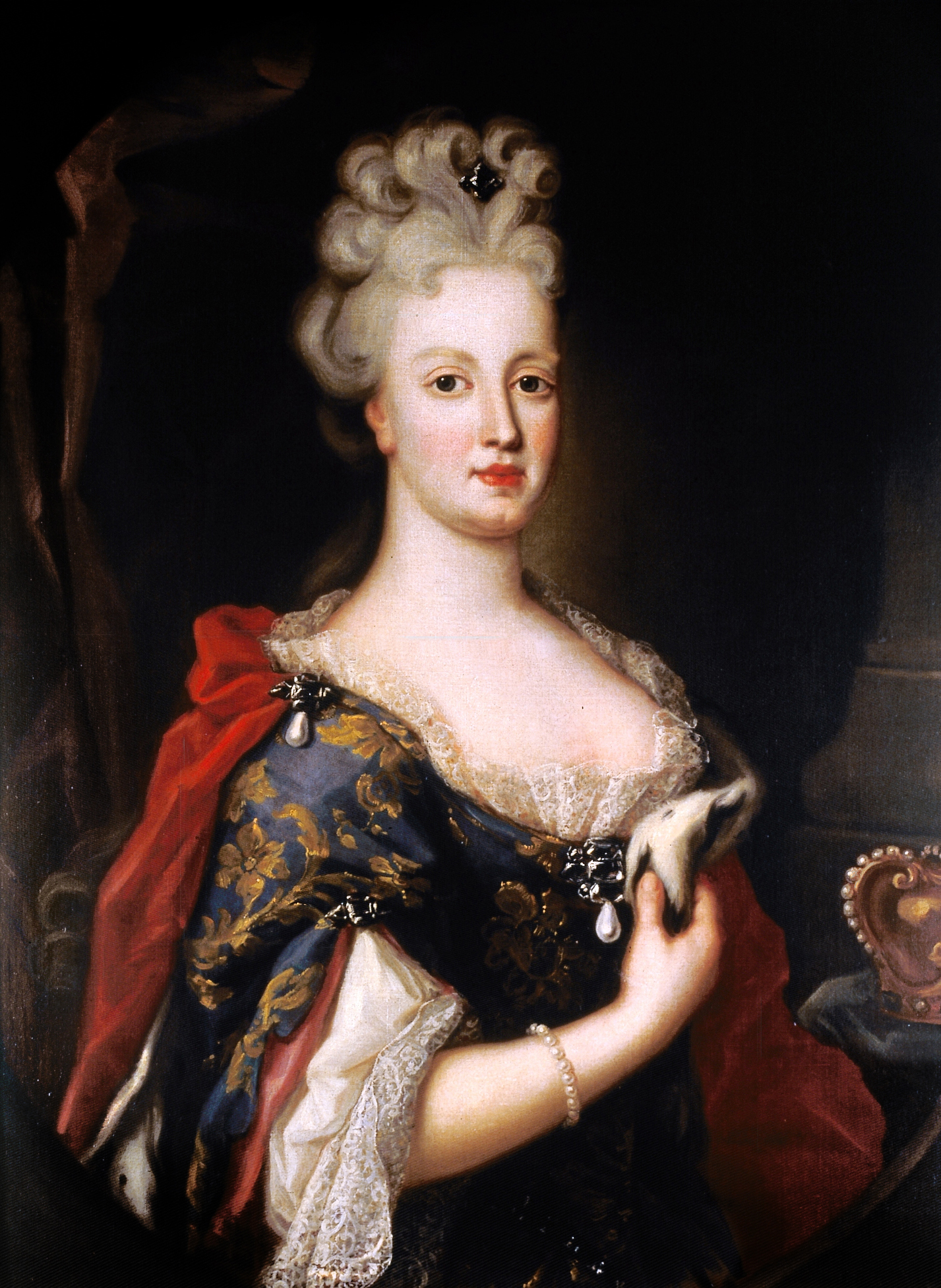
ポルトガル王妃マリア・アンナ
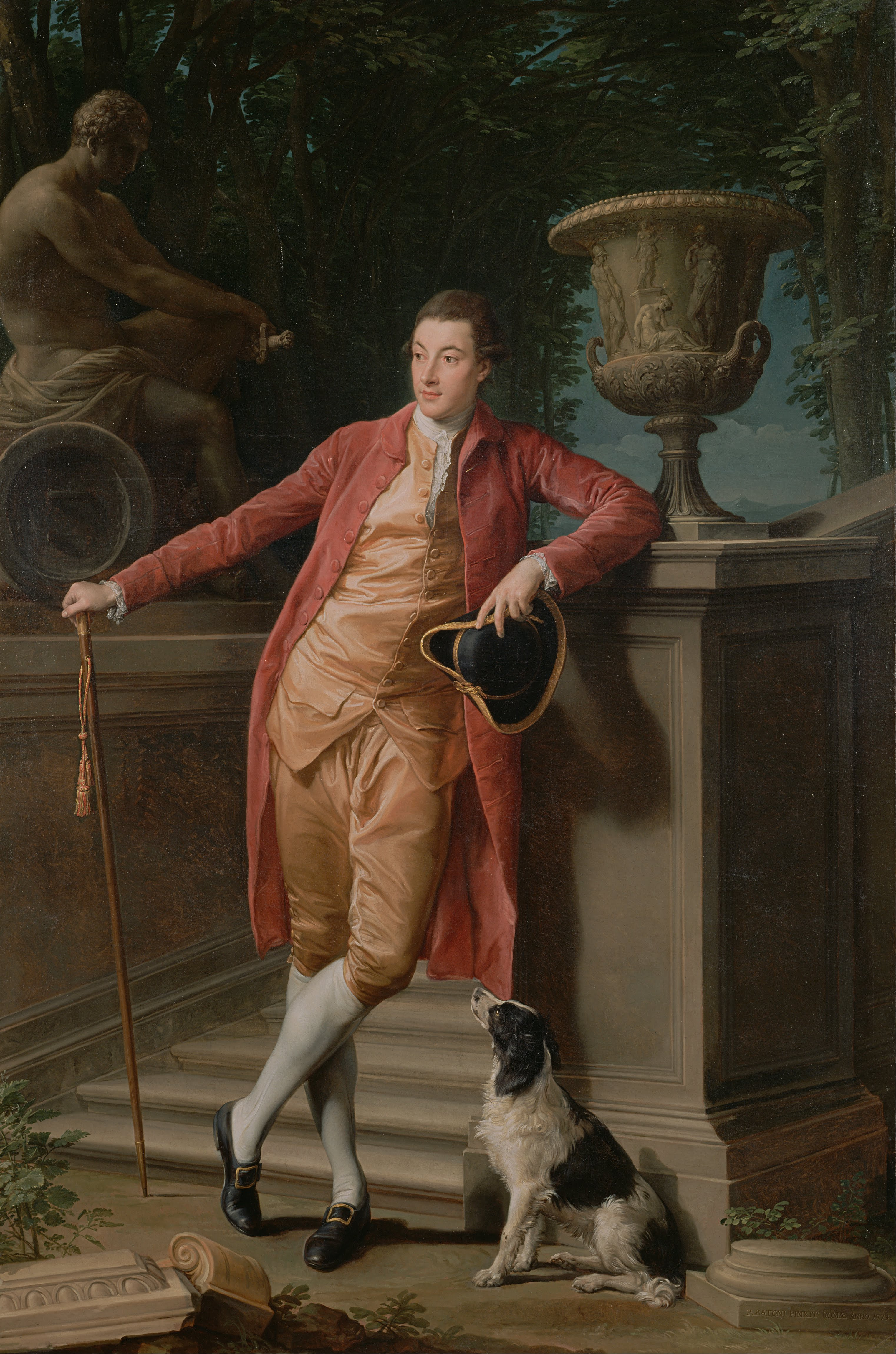
タルボット伯爵ジョン・チェットウィンド＝タルボット
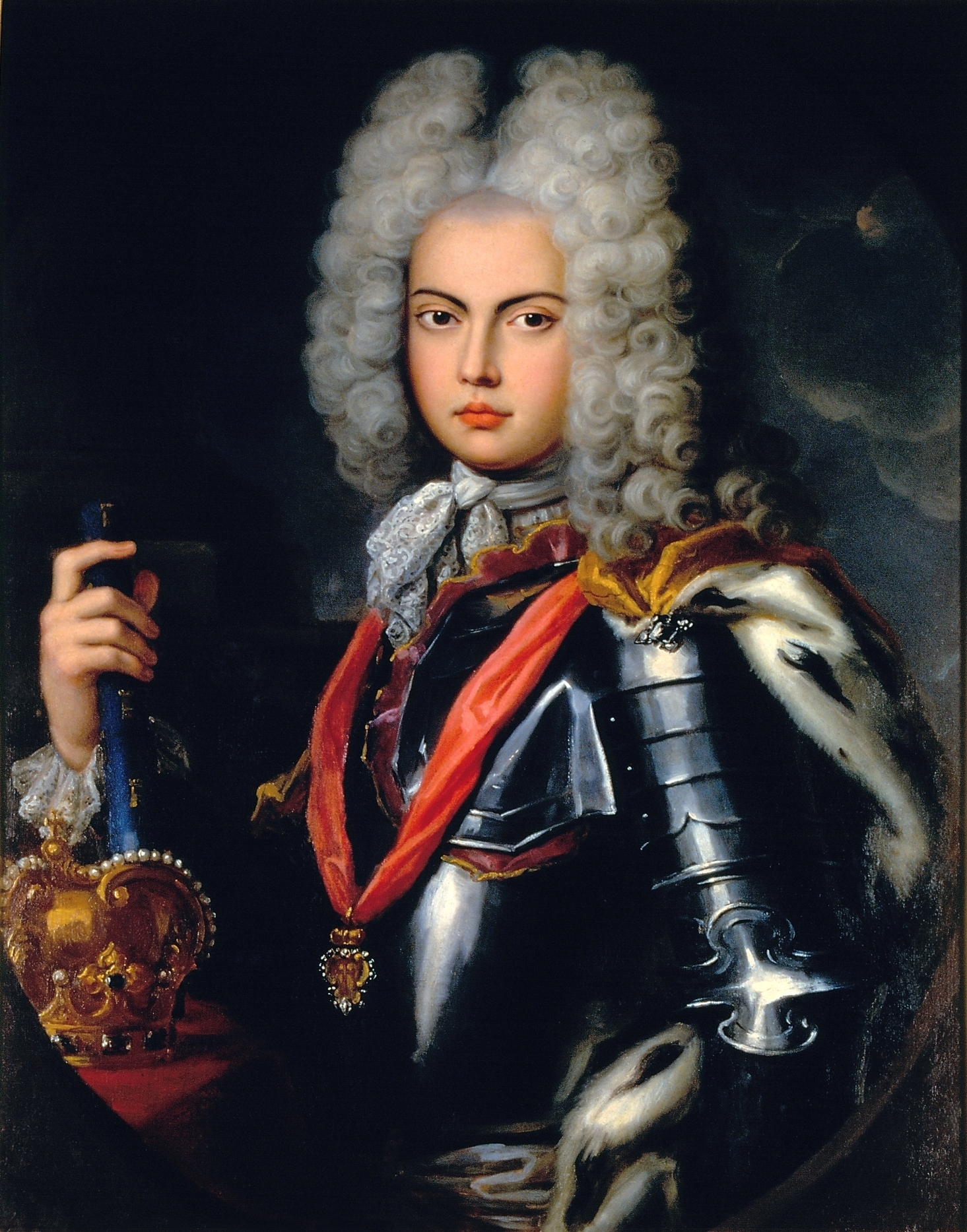
ポルトガル王ジョアン5世
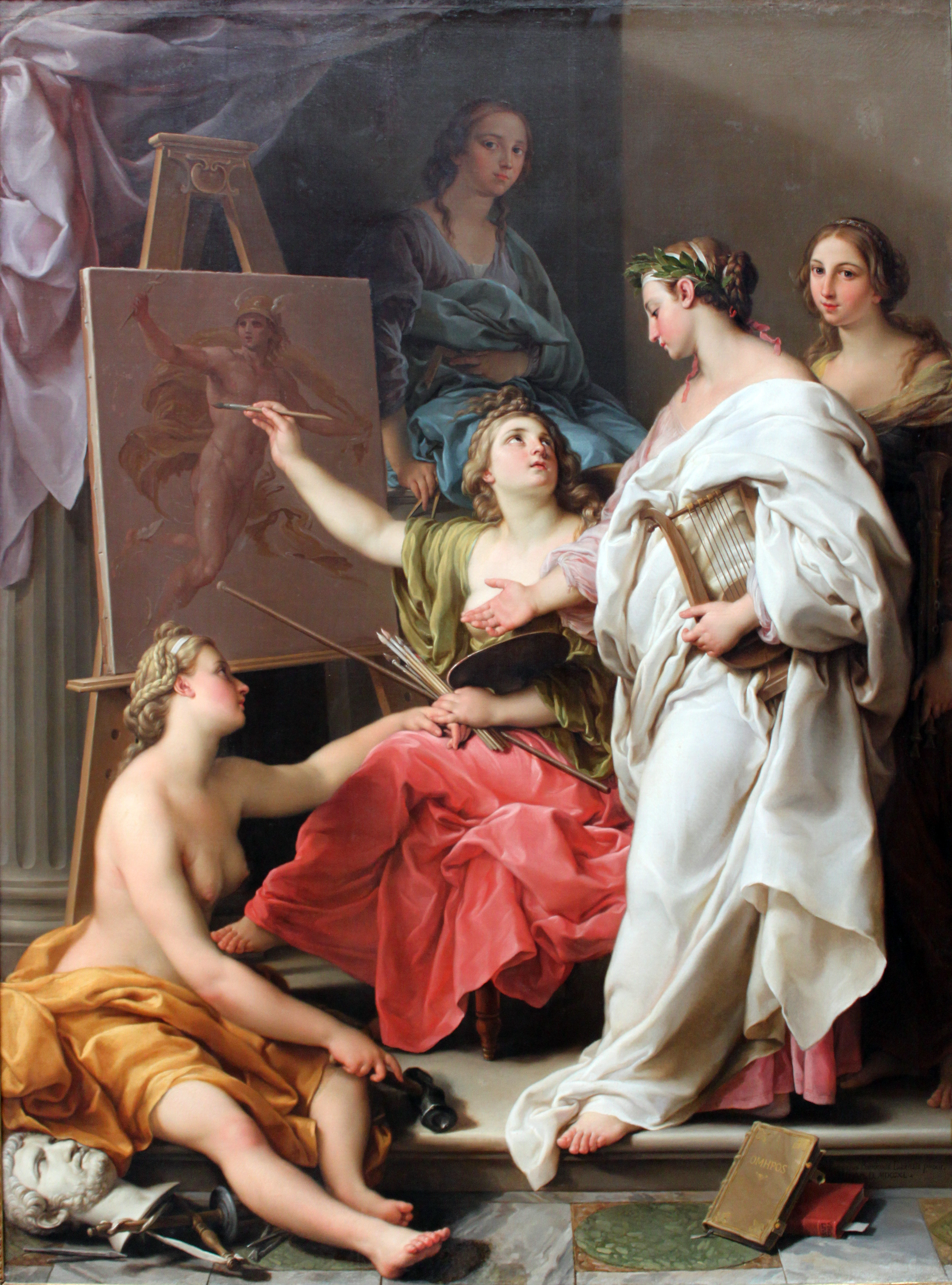
美術の寓意

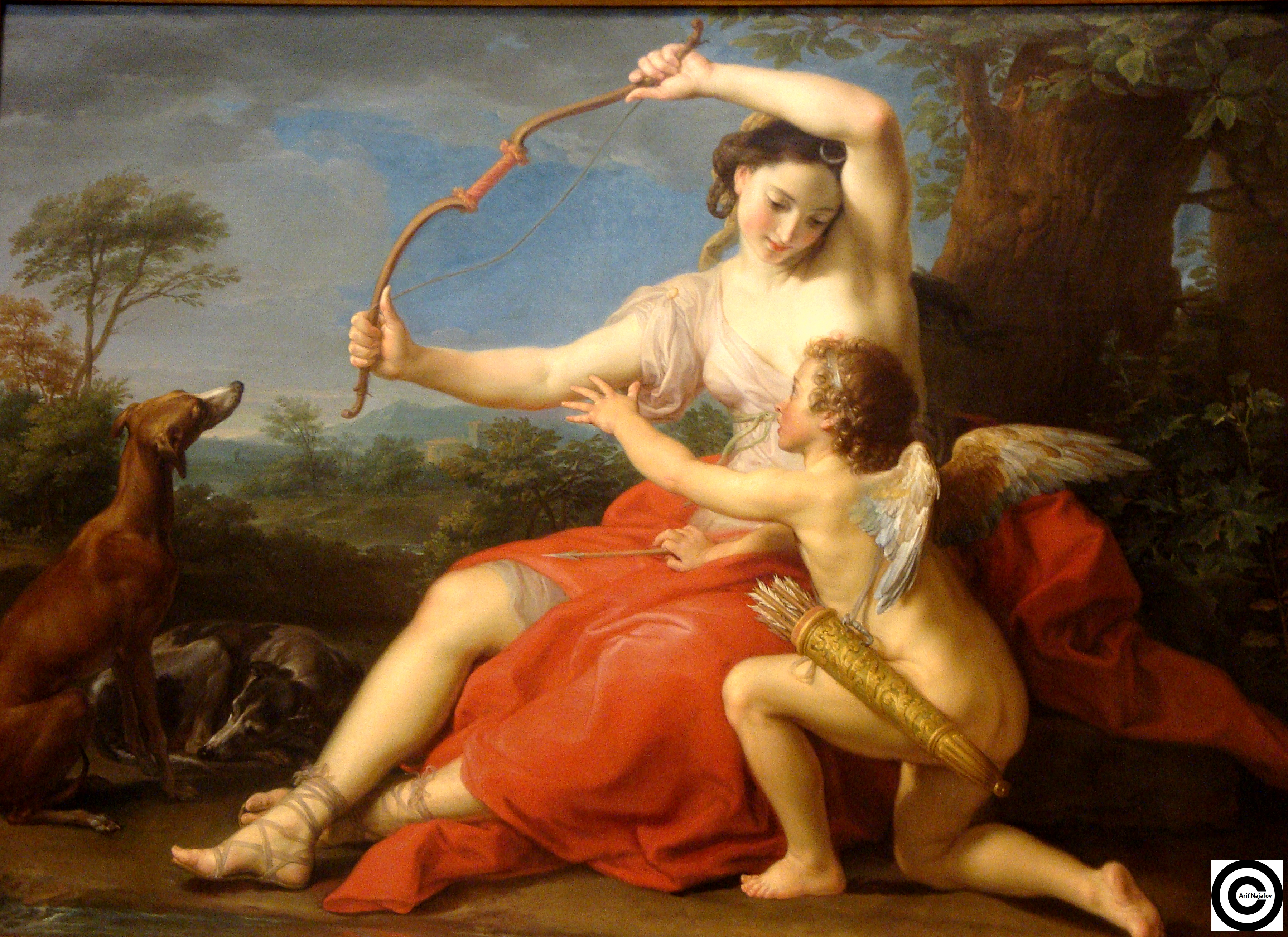
ディアナとクピド　(c.1761)
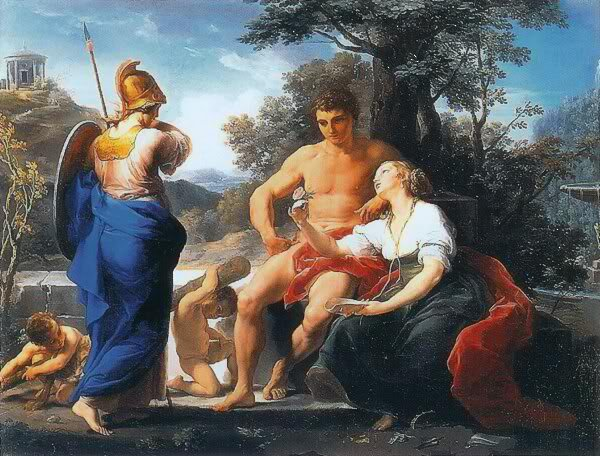
岐路に立つヘーラクレース
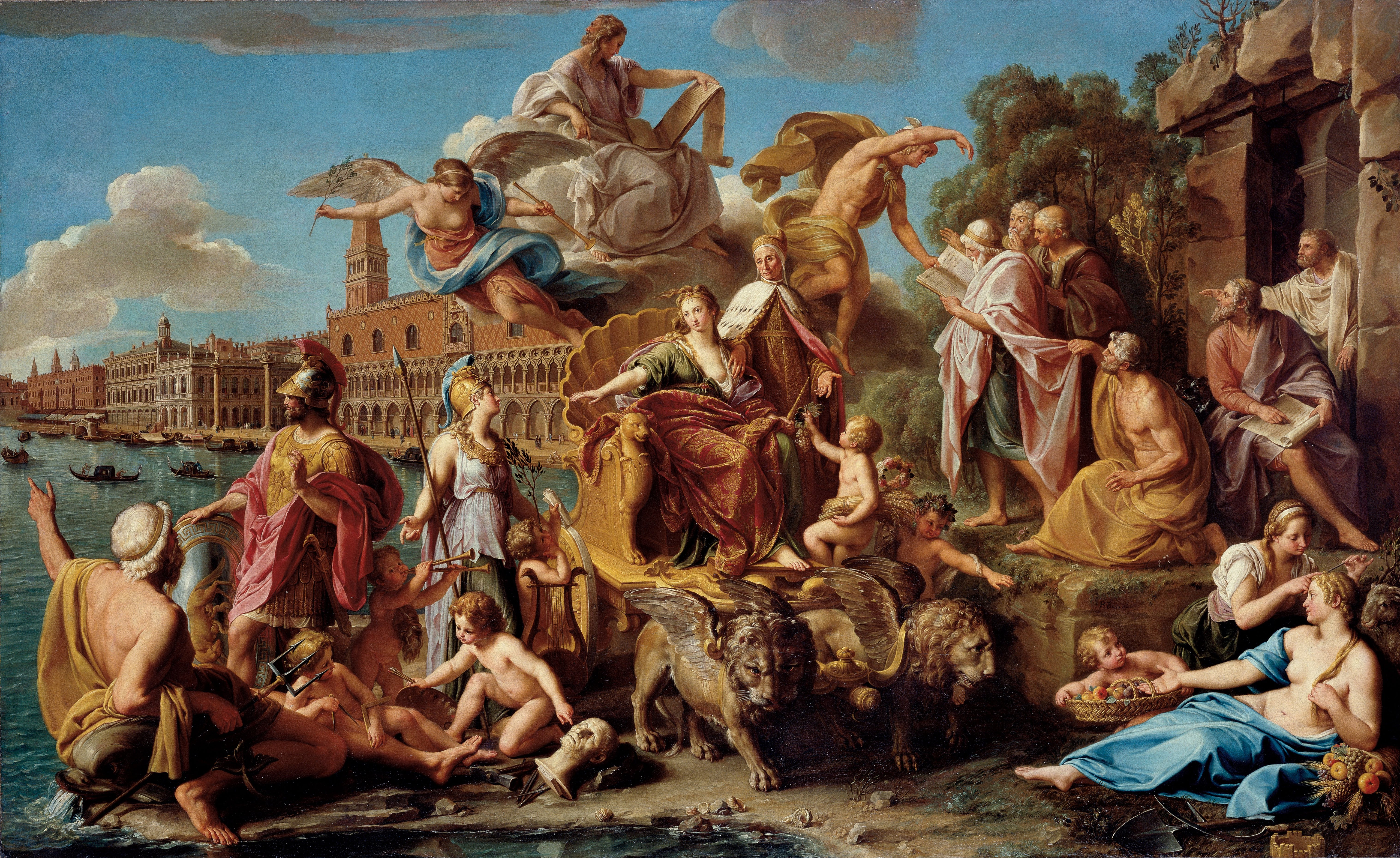
ヴェネツィアの勝利